# Os Oito Traidores
Os Oito Traidores (em inglês:  traitorous eight) são oito homens que deixaram o Shockley Semiconductor Laboratory em 1957. William Shockley recrutou em 1956 um grupo de jovens com um título de doutorado (Ph.D.) com o propósito de desenvolver e produzir novos produtos com dispositivos semicondutores. Shockley tinha recebido o Nobel de Física de 1956 e era um pesquisador e professor de experiência, mas sua condução do grupo criou desagradáveis condições de trabalho. Shockley escolheu uma estratégia para o projeto de circuitos que falhou, e criou uma atmosfera de trabalho intolerável. O grupo de doutorados contratados exigiu a substituição de Shockley. Quando seu pedido foi rejeitado, eles perceberam que tinham de sair.
Shockley descreveu sua saída como uma "traição". Os oito que deixaram a Shockley Semiconductor foram Julius Blank, Victor Grinich, Jean Hoerni, Eugene Kleiner, Jay Last, Gordon Moore, Robert Noyce e Sheldon Roberts. Em agosto de 1957 chegaram a um acordo com Sherman Fairchild e em 18 de setembro de 1957 formaram a Fairchild Semiconductor. A recém-fundada Fairchild Semiconductor logo se tornou um líder da indústria de semicondutores. Em 1960 tornou-se uma incubadora do Vale do Silício, e esteve direta ou indiretamente envolvida na criação de dezenas de empresas como a AMD e Intel Corporation. Estas muitas empresas que vieram a ser um subproduto (spin-off) ficaram conhecidas como "Fairchildren".

## Início

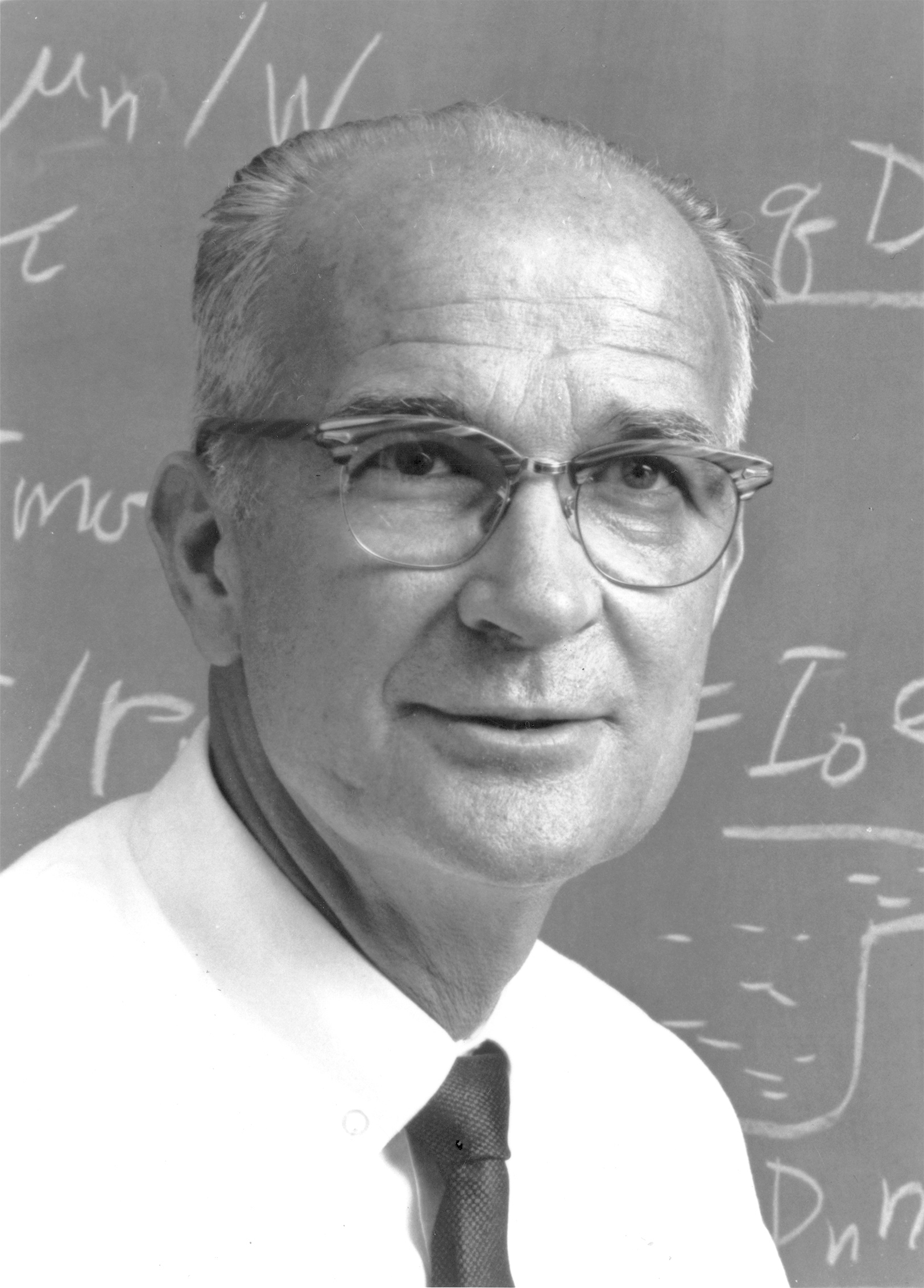
Shockley em 1975

No inverno de 1954–1955 William Shockley, um dos inventores do transistor e professor visitante na Universidade Stanford, decidiu estabelecer sua própria produção em massa de transistores avançados e diodos Shockley. Encontrou um patrocinador na Raytheon, mas a Raytheon descontinuou o projeto após um mês. Em agosto de 1955 Shockley se dirigiu para o financista Arnold Orville Beckman, proprietário da Beckman Instruments. Shockley necessitava de um milhão de dólares. Beckman sabia que Shockley não tinha tino nos negócios, mas acreditava que as novas invenções de Shockley seriam benéficas para sua companhia e não queria que elas ficassem com seus competidores. Assim, Beckman concordou em criar e fundar um laboratório sob a condição de que suas descobertas deveriam ser levadas à produção em massa dentro de dois anos.
O novo departamento da Beckman Instruments recebeu o nome de Shockley Semi-Conductor Laboratories (o hífen era convencional naquela época). Durante 1955 Beckman e Shockley assinaram o acordo, as patentes necessárias foram compradas por US$ 25.000, e escolheram o local em Mountain View, próximo a Palo Alto. O local não se revelou muito adequado: os colegas de Shockley no Bell Labs e Radio Corporation of America (RCA) recusaram ir morar em uma localidade rural sem serviço de telefone a longa distância. A vasta maioria das companhias e profissionais relacionadas a semicondutores estavam localizadas na Costa Leste dos Estados Unidos, e assim Shockley postou anúncios no The New York Times e no New York Herald Tribune. Os primeiros a responder incluíram Sheldon Roberts da Dow Chemical, Robert Noyce da Philco e Jay Last, um ex-estagiário da Beckman Instruments. A campanha nos jornais resultou em cerca de trezentas respostas, e quinze pessoas, incluindo Gordon Moore e David Allison, o próprio Shockley recrutou em uma reunião da American Physical Society.
A seleção continuou durante 1956. Shockley foi um proponente das tecnologias sociais (que o levou depois à eugenia) e questionava cada candidato a passar por um teste psicológico, seguido de uma entrevista.
Blank, Last, Moore, Noyce e Roberts começaram a trabalhar em abril-maio, e Kleiner, Grinich e Hoerni chegaram durante o verão. Em setembro de 1956 o laboratório tinha 32 empregados, incluindo Shockley. Cada candidato de sucesso tinha de negociar seu salário diretamente com Shockley. Kleiner, Noyce e Roberts se acertaram por US$ 1.000 por mês; o menos experiente Last obteve US$ 675. Hoerni não se preocupou com o seu pagamento. Shockley fixou seu próprio salário em US$ 2.500 e deixou acessíveis para todos os funcionários o salário de seus companheiros. Duas das escolhas de Shockley revelaram-se mais tarde erradas: William Happ foi provado ser insuficientemente competente para o trabalho, e o tecnologista Dean Knapic esqueceu seus documentos de grau universitário e certificado de serviço militar. Mais tarde ele entregou tecnologias de Shockley para seus competidores.
| Os Oito Traidores em 1956: educação e experiência profissional | Os Oito Traidores em 1956: educação e experiência profissional                          | Os Oito Traidores em 1956: educação e experiência profissional                                                                                           |
| Nome e ano de nascimento                                       | Grau e educação                                                                         | Experiência profissional |
| -------------------------------------------------------------- | --------------------------------------------------------------------------------------- | --- |
| Julius Blank 1925                                              | Mechanical engineer. BA pela Universidade da Cidade de Nova Iorque (Nova Iorque, 1950). | Engineer at Babcock & Wilcox (1950–1952). Designer at Western Electric, Kearny, New Jersey (1952–1956).                                                  |
| Victor Grinich 1924                                            | Electronics engineer. PhD pela Universidade Stanford (1953).                            | Engineer at SRI International (1953–1956 ), design of computer and TV circuits.                                                                          |
| Jean Hoerni 1924                                               | Physicist. PhD pela University of Geneva (1950) and Cambridge University (1952).        | Researcher in crystallography and solid state physics at the Faculty of Chemistry at Caltech (1952–1956) with publications in Nature and Physical Review |
| Eugene Kleiner 1923                                            | Mechanical engineer. MA from the New York University (1950).                            | Designed naval artillery and industrial machinery. Together with Blank worked at Western Electric, where he was also teaching evening courses.           |
| Jay Last 1929                                                  | Physicist. PhD pelo Instituto de Tecnologia de Massachusetts (MIT) (1956)               | No practical experience |
| Gordon Moore 1929                                              | Physical chemist. PhD pelo California Institute of Technology (1954).                   | Studied gas spectra of ballistic rockets at Johns Hopkins University.                                                                                    |
| Robert Noyce 1927                                              | Physicist. PhD pelo Instituto de Tecnologia de Massachusetts (MIT) (1953).              | Researcher at Philco 1953–1956, working on germanium transistors.                                                                                        |
| Sheldon Roberts 1926                                           | Metallurgist. PhD pelo Instituto de Tecnologia de Massachusetts (MIT) (1952).           | Between 1952 and 1956 worked at the Naval Research Laboratory and Dow Chemical.                                                                          |

## Bibliography
- Berlin, L (2005). The Man Behind the Microchip: Robert Noyce and the Invention of Silicon Valley. New York: Oxford University Press. pp. 85–89. ISBN 9780199839773
- Brock, D (2010).  Lécuyer, C., ed. Makers of the Microchip: A Documentary History of Fairchild Semiconductor. [S.l.]: MIT Press. ISBN 9780262014243
- Castilla, E (2000). «Social Networks in Silicon Valley». In:  Chong-Moon Lee. The Silicon Valley edge: a habitat for innovation and entrepreneurship. Col: Stanford Business Books. [S.l.]: Stanford University Press. ISBN 9780804740630
- Coller, J; Chamberlain, C. (2009). The lives, loves and deaths of splendidly unreasonable inventors. Col: Infinite Ideas Series. Oxford, UK: Infinite Ideas. pp. 173–177. ISBN 9781906821258
- Elkus, R. J. (2008). Winner take all: how competitiveness shapes the fate of nations. New York: Basic Books. pp. 91–92. ISBN 9780465003150
- Holbrook, D (2003). «The Nature, Sources and Consequences of Firm Differences in the Early History of Semiconductor Industry». The SMS Blackwell Handbook of Organizational Capabilities: Emergence, Development, and Change. Col: Strategic Management Society Book Series. [S.l.]: John Wiley & Sons. pp. 43–75. ISBN 9781405103046
- Lécuyer, C (2006). Making Silicon Valley: innovation and the growth of high tech, 1930–1970. [S.l.]: MIT Press. ISBN 9780262122818
- Lojek, B (2007). History of semiconductor engineering. [S.l.]: Springer. pp. 178–187. ISBN 9783540342571
- Manners, D; Makimoto, T. (1995). Living with the chip. [S.l.]: Springer. ISBN 9780412616907
- Plotz, D (2005). The genius factory: the curious history of the Nobel Prize sperm bank. Oxford, UK: Random House. p. 90. ISBN 9781400061242
- Robinson, A (2010). Sudden Genius?. Oxford, UK: Oxford University Press. ISBN 9780191624926
- Shurkin, J (2008). Broken Genius: The Rise and Fall of William Shockley, Creator of the Electronic Age. Col: International series on advances in solid state electronics and technology. [S.l.]: Palgrave Macmillan. ISBN 9780230551923
- Thackray, A; Myers, M (2000). Arnold O. Beckman: one hundred years of excellence. Col: Chemical Heritage Foundation series in innovation and entrepreneurship. 3. [S.l.]: Chemical Heritage Foundation. pp. 238–250. ISBN 9780941901239

-->